# Sauracris pigra
Sauracris pigra är en insektsart som först beskrevs av George Clifford Carl 1916.  Sauracris pigra ingår i släktet Sauracris och familjen gräshoppor. Inga underarter finns listade i Catalogue of Life.